# Palmarillo, Oaxaca
Palmarillo är en ort i Mexiko.   Den ligger i kommunen San Pedro Pochutla och delstaten Oaxaca, i den sydöstra delen av landet, 500 km sydost om huvudstaden Mexico City. Palmarillo ligger 259 meter över havet och antalet invånare är 211.
Terrängen runt Palmarillo är kuperad. Runt Palmarillo är det ganska tätbefolkat, med 86 invånare per kvadratkilometer. Närmaste större samhälle är San Pedro Pochutla, 10,5 km söder om Palmarillo. Omgivningarna runt Palmarillo är en mosaik av jordbruksmark och naturlig växtlighet.